# Alain Connes
Alain Connes (* 1. dubna 1947 Draguignan, Var, Francie) je francouzský matematik. Je známý především díky své práci na funkcionální analýze, přesněji v oblasti teorie operátorové algebry a speciální von Neumannově algebře, jakož i díky cyklické kohomologii, která byla prvním krokem k nekomutativní diferenciální geometrii. Svou práci aplikoval ve více oblastech matematiky a teoretické fyziky, jako například v teorii čísel, diferenciální geometrii a částicové fyzice. Je nositelem několika vědeckých ocenění, včetně Fieldsovy medaile za rok 1982.